# Стоимость собственного капитала
В финансах, стоимость собственного капитала – это норма дохода, которую фирма теоретически платит инвесторам в собственный капитал, то есть своим акционерам, для компенсации риска, предпринимаемого ими при инвестировании своего капитала. Фирмы вынуждены приобретать капитал от других участников для ведения своей деятельности и дальнейшего роста. Участники (как отдельные лица, так и организации), готовые поставить свои средства другим, вполне естественно желают получить за это награду. Как и собственник, желающий извлечь ренту от своей недвижимости, владельцы капитала желают получить отдачу от своего капитала, который должен быть соразмерным предпринимаемому риску.
Фирмы приобретают капитал от двух источников: заемщиков и инвесторов в собственный капитал (англ. equity investor). С точки зрения владельцев капитала, заемщики преследуют выгоду в виде процентного дохода, в то время как инвесторы в собственный капитал преследуют получение дивидендов и/или ожидают подорожания стоимости их инвестиций (прироста капитала). С точки зрения фирмы, она должна платить за приобретаемый капитал, то есть выплачивать определенный взнос, который носит название стоимости капитала. Различают стоимость заемного капитала и стоимость собственного капитала, которые и составляют два основных вида источников капитала (финансирования).
В то время как текущая стоимость заемных средств фирмы может быть без особых затруднений определена на основе данных по процентным ставкам на рынке капиталов, то стоимость ее собственного капитала, находящего в обращение, ненаблюдаема и не может быть оценена. Финансовая теория и практика предлагает различные модели для оценки стоимости собственного капитала отдельной фирмы, такие как CAPM. Другим методом является модель Гордона, являющаяся разновидностью модели дисконтированных денежных потоков на основе дивидендных доходов и конечной отдачи от капитала от продажи инвестиций. Еще одним методом выступает так называемый подход «доходность облигаций плюс премия за риск», в котором субъективная премия за риск добавляется к процентной ставке по долгосрочным заемным средствам фирмы. Кроме того, совокупная стоимость капитала фирмы, состоящая из обоих источников капитала, может быть оценена с использованием модели средневзвешенной стоимости капитала.
В соответствие с финансовой теорией, со снижением/повышением риска фирмы, стоимость ее капитала также снижается/повышается. Данная концепция основана на наблюдении человеческого поведения и логику: владельцы капитала ожидают вознаграждение за предлагаемый ими другим участникам средств. Обычно они являются рациональными и осторожными, предпочитающими безопасность риску. Вполне естественно, они требуют дополнительную награду в качестве стимула для вложения своего капитала в более рискованное предприятие в отличие от более безопасного. При повышении инвестиционного риска владельцы капитала требуют более высокого дохода, в противном случае они предпочтут вложить свои средства в другой проект.
Знание стоимости капитала фирмы необходимо для принятия более обоснованных решений. Менеджеры принимают решения о капиталовложениях, тогда как владельцы капитала принимают решения о предоставлении займа и инвестировании. Эти решения могут быть приняты после проведения количественного анализа, в котором в большинстве случаев в качестве входного элемента модели используется стоимость капитала фирмы.